# ليام هينديرسون
ليام هينديرسون (28 ديسمبر 1989 بغيتسهيد في المملكة المتحدة - ) (بالإنجليزية: Liam Henderson)‏ هو لاعب كرة قدم بريطاني في مركز الهجوم. لعب مع فوريست غرين وكولتشستر يونايتد ونادي روذرهام يونايتد ونادي واتفورد ونادي يورك سيتي ونادي غاينسبورو ترينيتي ونادي غيتزهد ونادي هارتلبول يونايتد ونادي ألدرشوت تاون وسبنيمور تاون ‏ ونادي ويلدستون لكرة القدم.

## وصلات خارجية
- ليام هينديرسون على موقع قاعدة بيانات كرة القدم.إي يو (الإنجليزية)
- ليام هينديرسون على موقع Soccerbase.com (لاعب) (الإنجليزية)
- ليام هينديرسون على موقع Soccerway.com (الإنجليزية)